# منظرگرایی
چشم‌اندازگرایی، چشم‌اندازباوری یا منظرگرایی (به انگلیسی: Perspectivism) اصطلاحی است که اولین بار فریدریش نیچه آن را به کار برد و به این دیدگاه فلسفی اشاره می‌کند که همه ایده‌ها از یک منظر خاص برخاسته‌اند. به عبارت دیگر، منظرها یا فضاهای مفهومی بسیاری وجود دارد که قضاوت دربارهٔ حقیقت یا ارزش در آنها صورت می‌گیرد. این معمولاً بدین معناست که هیچ نگاهی به جهان نمی‌تواند مطلقاً «صحیح» باشد.